# Georges Rigal
Georges Rigal (París, 6 de enero de 1890 - 25 de marzo de 1974) fue un jugador de waterpolo y nadador francés.

## Biografía
Como muchos de su tiempo practicó las dos disciplinas: natación y waterpolo.
Fue el seleccionador del equipo francés de waterpolo durante en 1950.
Existe una piscina de París que lleva su nombre: Piscina Georges Rigal. La piscina está en el boulevard de Charonne.

## Títulos
Como jugador de waterpolo de la selección francesa
- Oro en los juegos olímpicos de París 1924